# Apionichthys nattereri
Apionichthys nattereri is een straalvinnige vissensoort uit de familie van de amerikaanse tongen (Achiridae). De wetenschappelijke naam van de soort is voor het eerst geldig gepubliceerd in 1876 door Franz Steindachner. Hij gaf aan de soort de naam Solea (Achiropsis) Nattereri, verwijzend naar Johann Natterer.
De soort komt voor in het Amazonebekken en wordt 23 cm lang.